# 詹博灣
詹博灣（英語：Jumbo Cove），是南極洲的海灣，位於南喬治亞群島，處於布森角東南面1公里，由英國研究隊繪入地圖和命名，由英國海外領土管轄。